# Nick, gentleman détective
Série The Thin Man
L'Introuvable (1934) Nick joue et gagne (1939)
Pour plus de détails, voir Fiche technique et Distribution.
Nick, gentleman détective (After the Thin Man) est un film américain en noir et blanc réalisé par W. S. Van Dyke, sorti en 1936.
Il s’agit du deuxième des six volets de la série de films Thin man mettant en scène les personnages de Nick et Nora, mari et femme jouant les détectives amateurs, incarnés par William Powell et Myrna Loy depuis 1934.

## Synopsis
Nick et Nora Charles sont de retour à San Francisco après avoir résolu leur dernière affaire à New York. Voilà qu'une autre leur tombe sur les bras. Leur amie, Selma, est soupçonnée d'avoir assassiné son fiancé. Nick est convaincu de son innocence. Aidé de Nora, il se lance dans l'enquête.

## Fiche technique
- Titre : Nick, gentleman détective
- Titre original : After the Thin Man
- Réalisation : W. S. Van Dyke
- Scénario : Albert Hackett et Frances Goodrich, d'après le roman éponyme de Dashiell Hammett
- Photographie : Oliver T. Marsh
- Montage : Robert Kern
- Décors : Cedric Gibbons
- Costumes : Dolly Tree
- Musique : Herbert Stothart et Edward Ward
- Producteur : Hunt Stromberg
- Société de production et de distribution : Metro-Goldwyn-Mayer
- Budget : 226 408 $
- Pays d'origine : États-Unis
- Langue : anglais
- Format : noir et blanc
- Genre : comédie policière
- Durée : 113 min
- Dates de sortie : 
  -  États-Unis : 25 décembre 1936
  -  France : 20 mai 1937
- Affiche : Roger Soubie (France)

## Distribution
- William Powell (VF : Abel Jacquin) : Nick Charles
- Myrna Loy : Nora Charles
- James Stewart (VF : Claude Péran) : David Graham
- Elissa Landi : Selma Landis
- John Kelly (VF : Émile Duard) : Harold, le chauffeur
- Harry Tyler (VF : Léonce Corne) : Fingers (Fourchette en VF)
- Joseph Calleia : danseur
- Jessie Ralph : Tante Katherine Forrest
- Alan Marshal : Robert Landis
- Teddy Hart : Floyd Casper
- Sam Levene (VF : Robert Dalban) : Lieutenant Abrams
- Penny Singleton : Polly Byrnes
- William Law : Lum Kee
- George Zucco (VF : André Lorière) : Dr Adolph Kammer
- Paul Fix : Phil Byrnes
- Skippy : Asta le chien

Acteurs non crédités :
- Murray Alper : le Kid
- Maude Turner Gordon : cousine Helen
- Clarence Kolb (VF : Émile Duard) : cousin Lucius
- Guy Usher (VF : Paul Forget) : le capitaine de Police
- George Reed : Dudley
- Dorothy Vaughan : Charlotte
- Jean Laverty

## Galerie

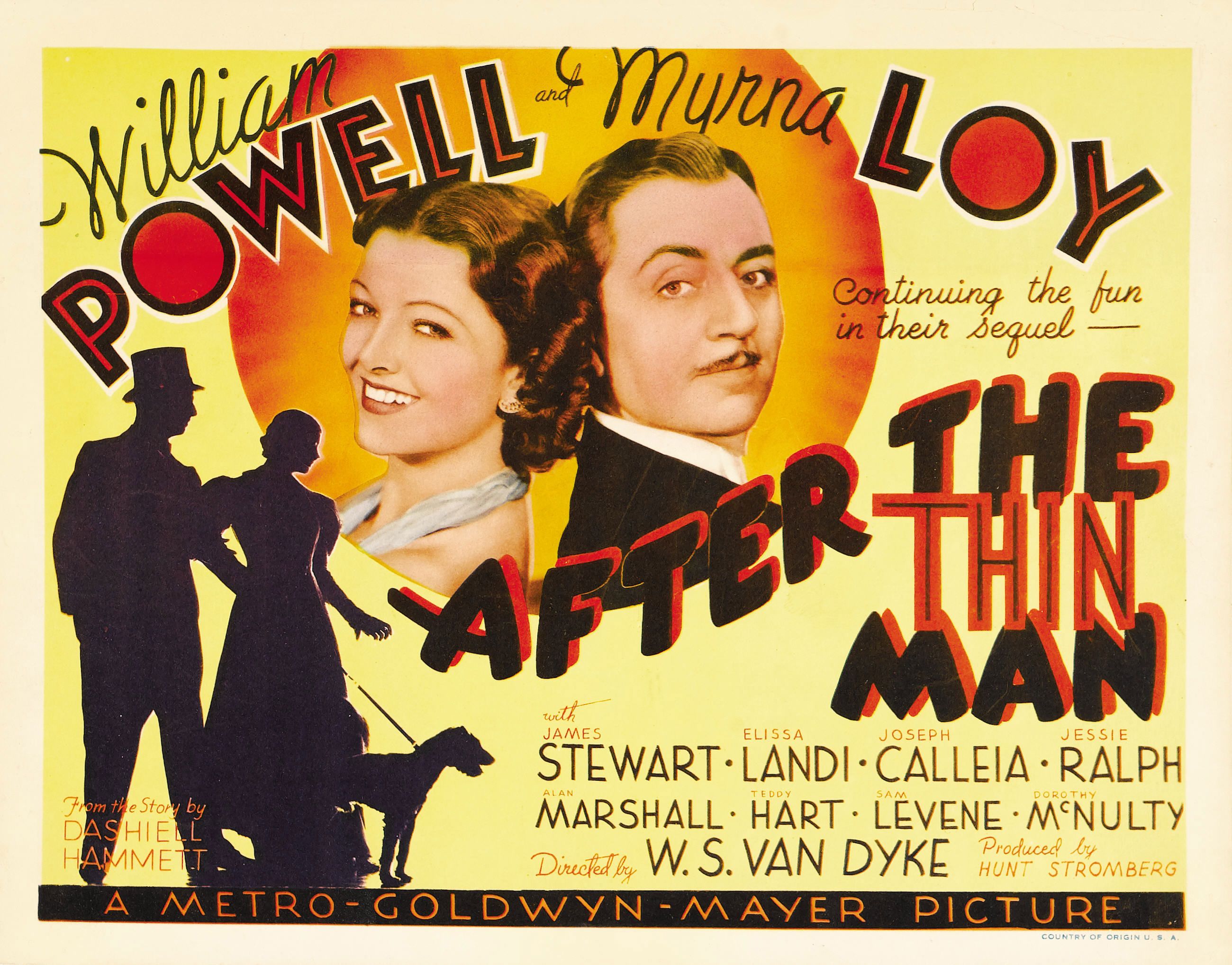
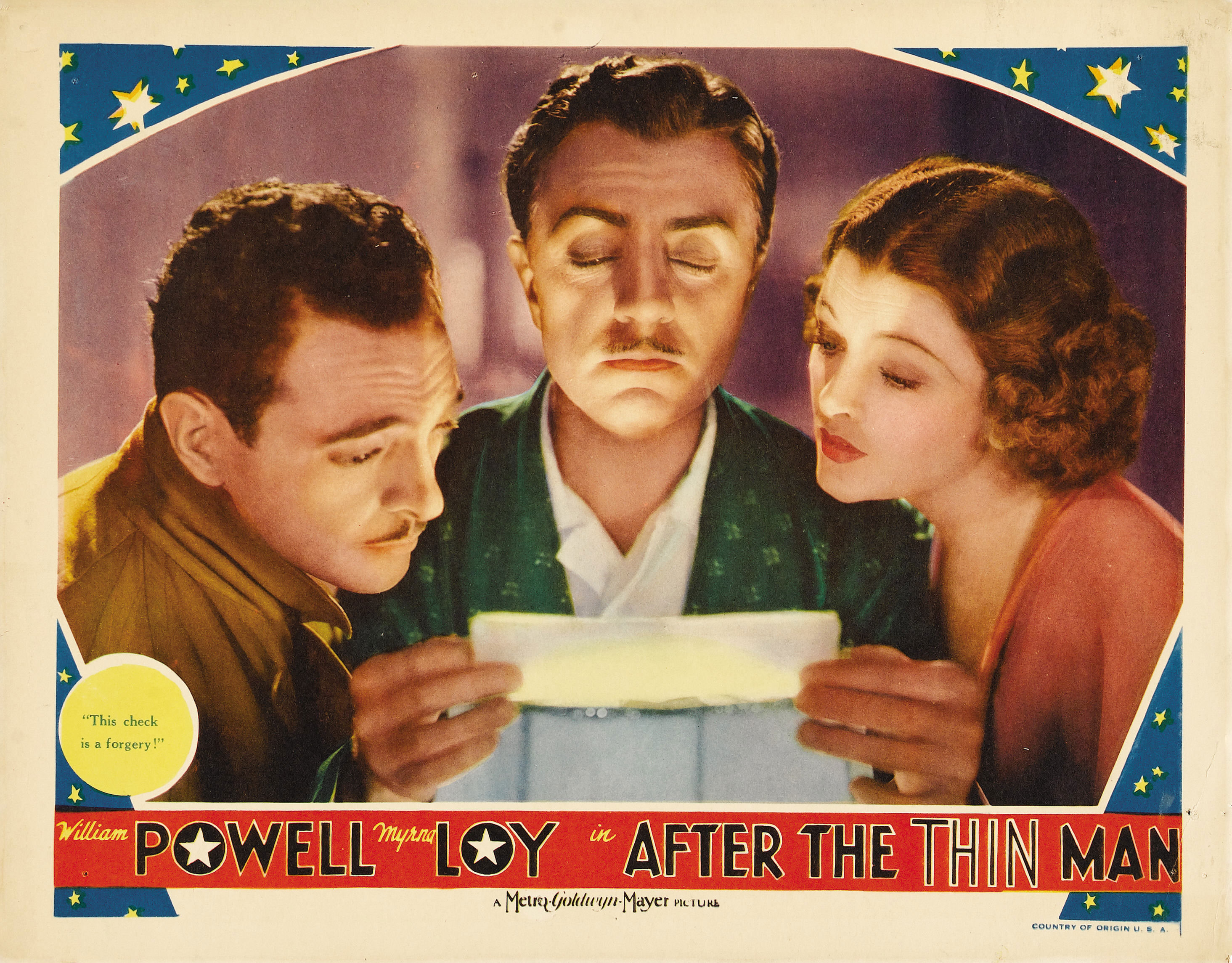
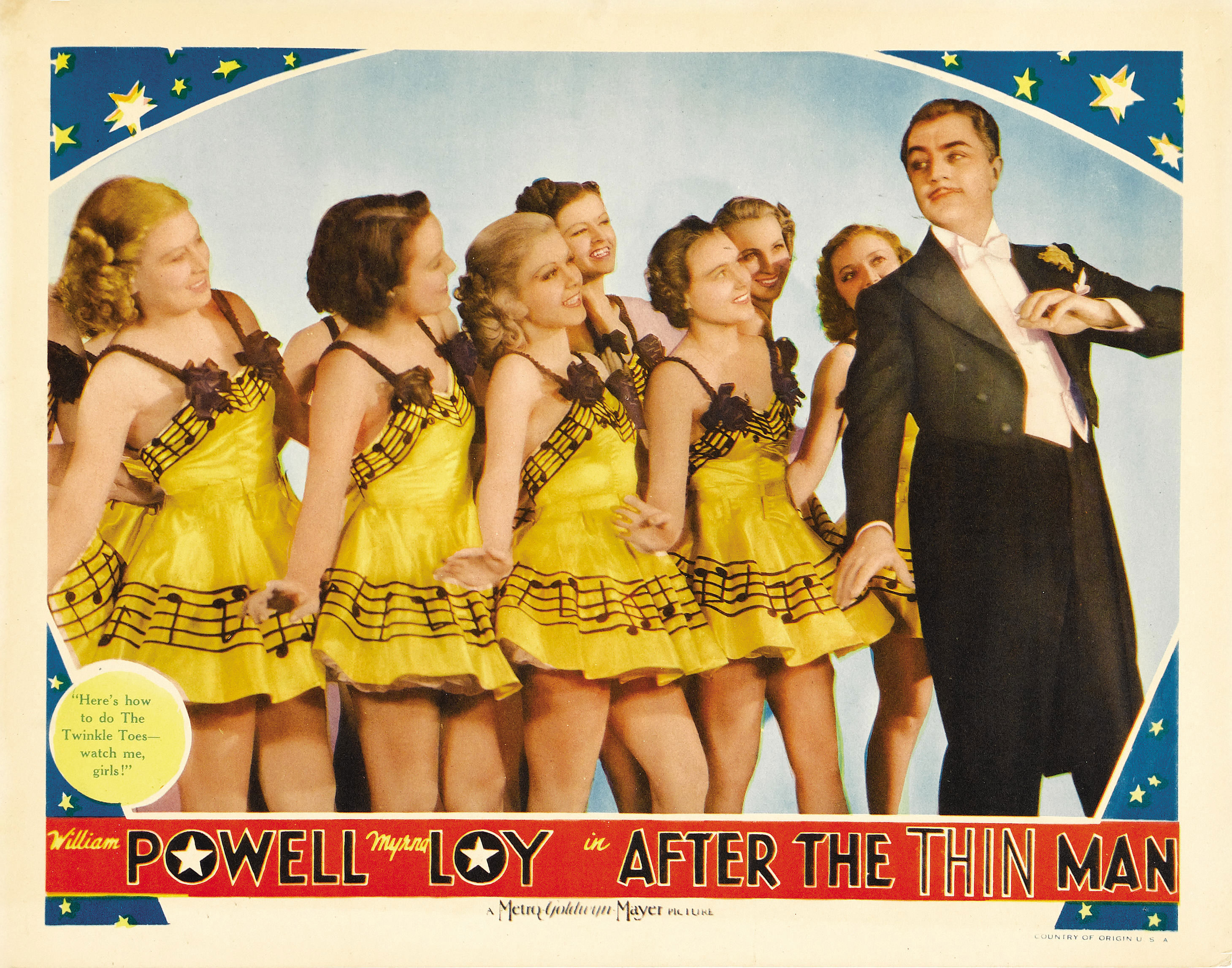
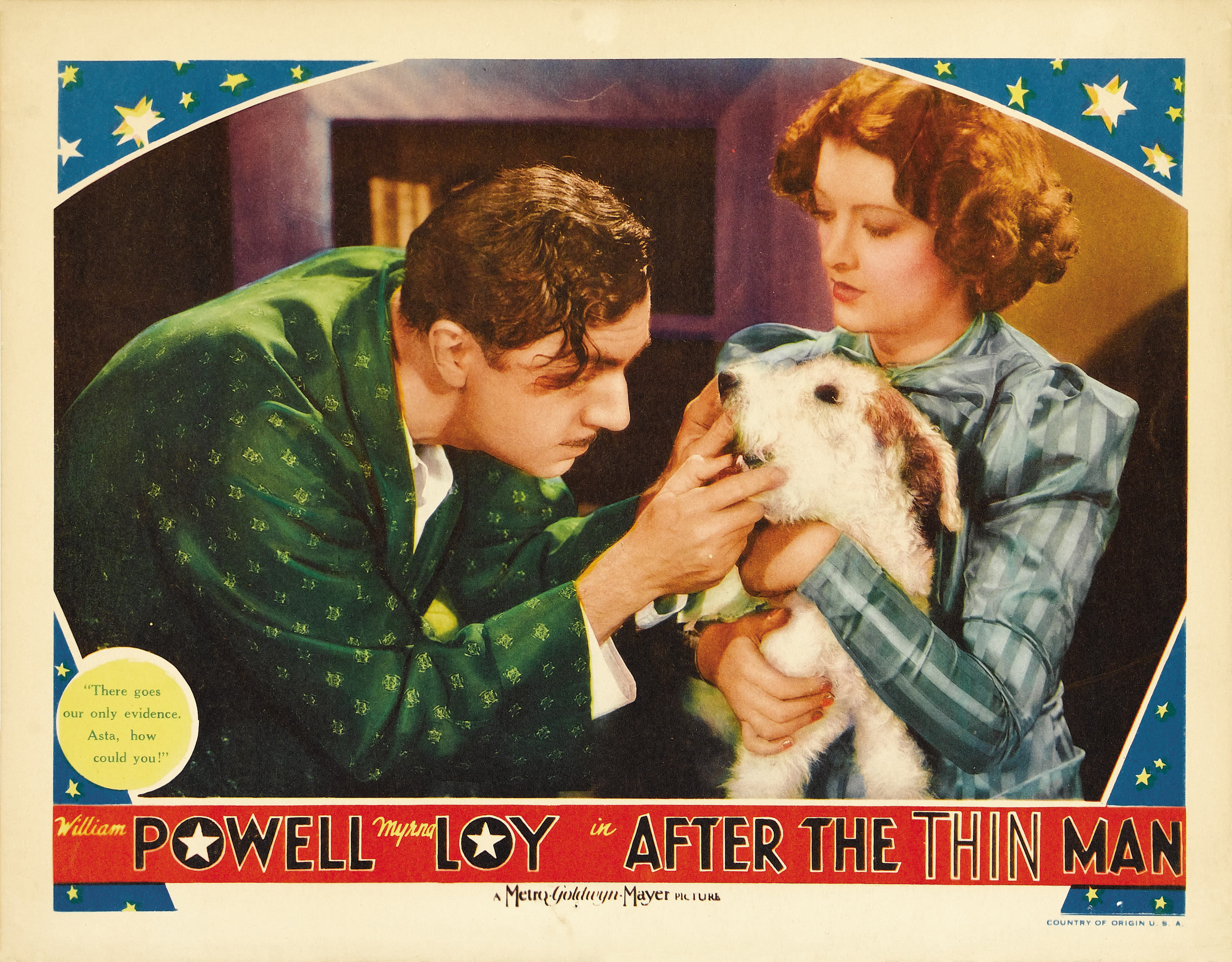
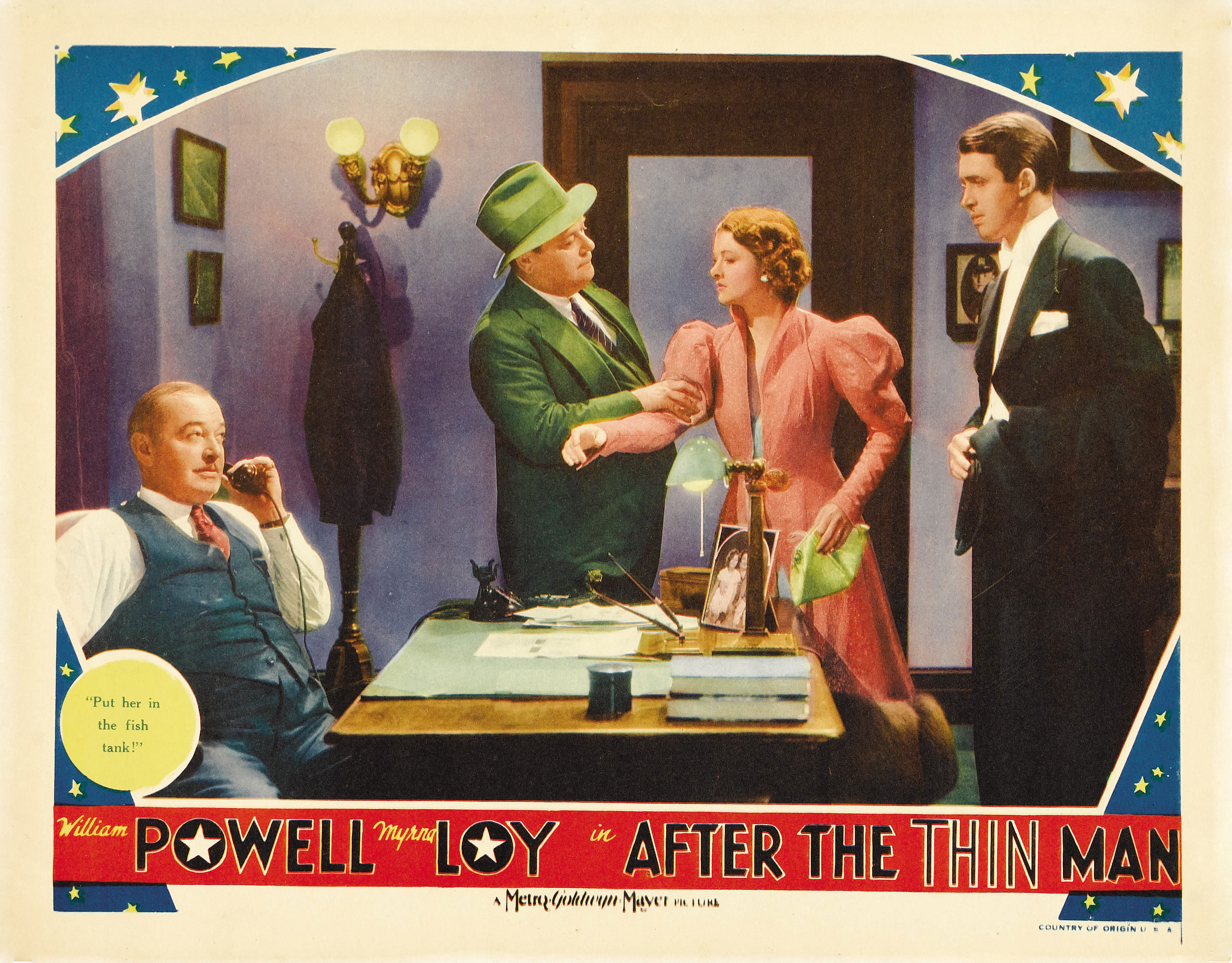
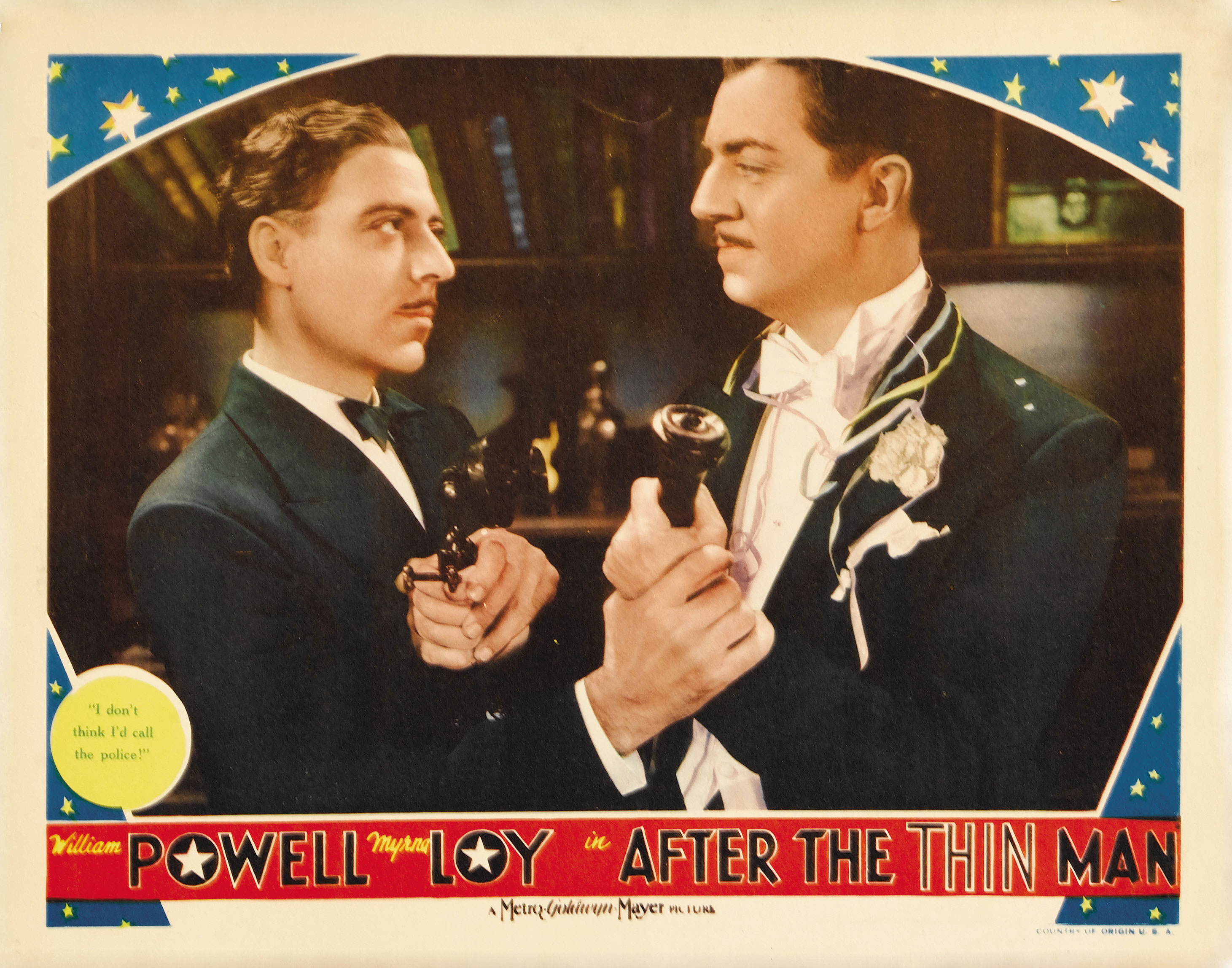
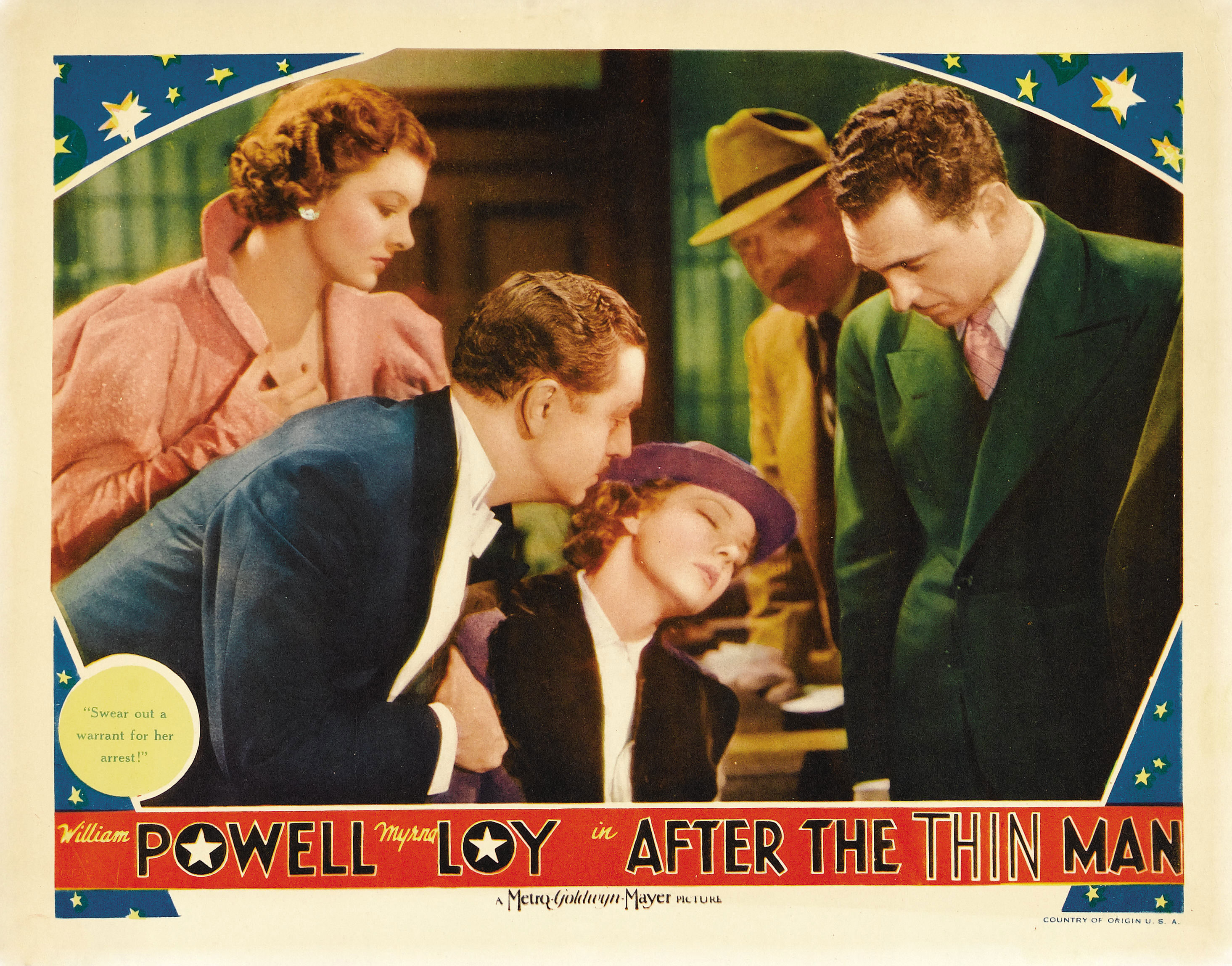
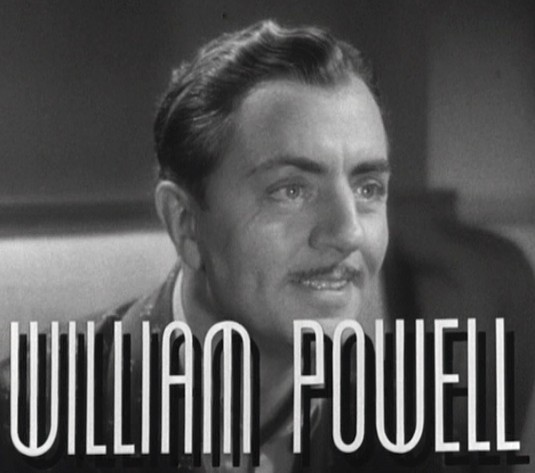
William Powell
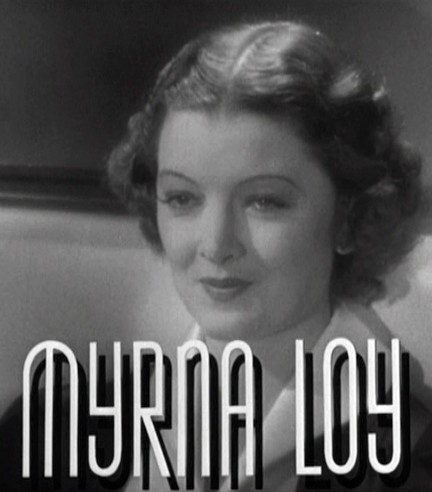
Myrna Loy
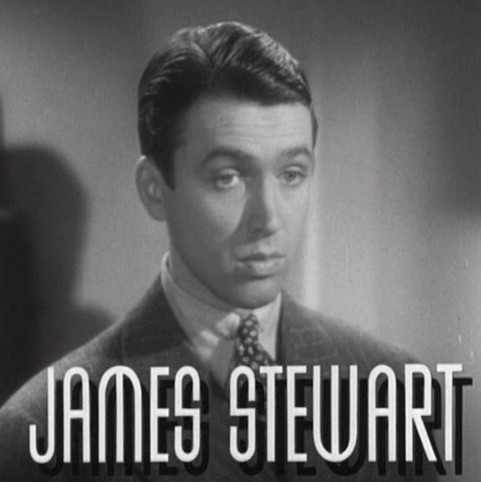
James Stewart
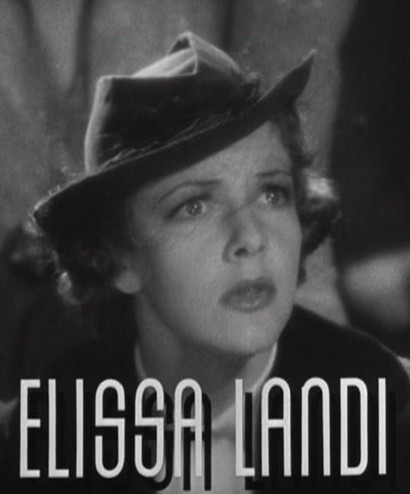
Elissa Landi
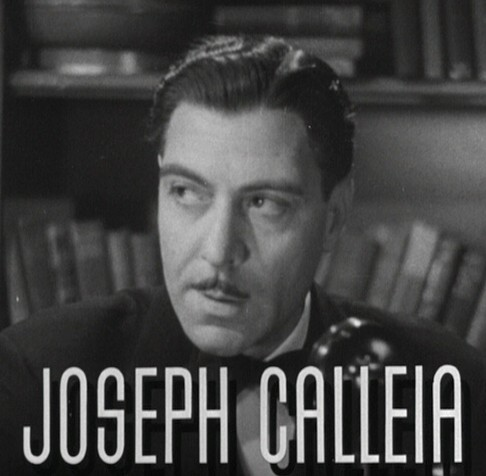
Joseph Calleia
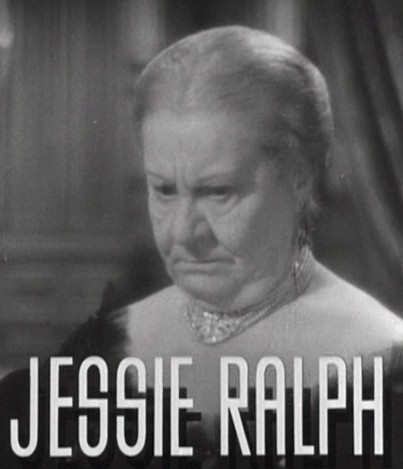
Jessie Ralph
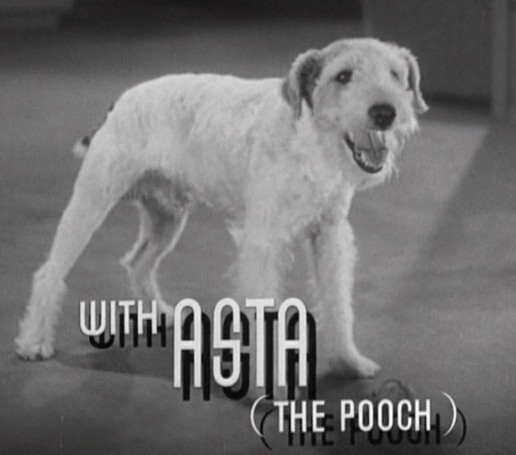
Asta (chien)

## Autour du film
- Tournage de fin septembre au 31 octobre 1936[1].

- Second volet de la série des Thin man.

- Dashiell Hammett écrivit le sujet du film sans tenir de compte de l'intrigue de sa propre nouvelle[2].

- Plusieurs parties du film furent tournées à San Francisco[3].

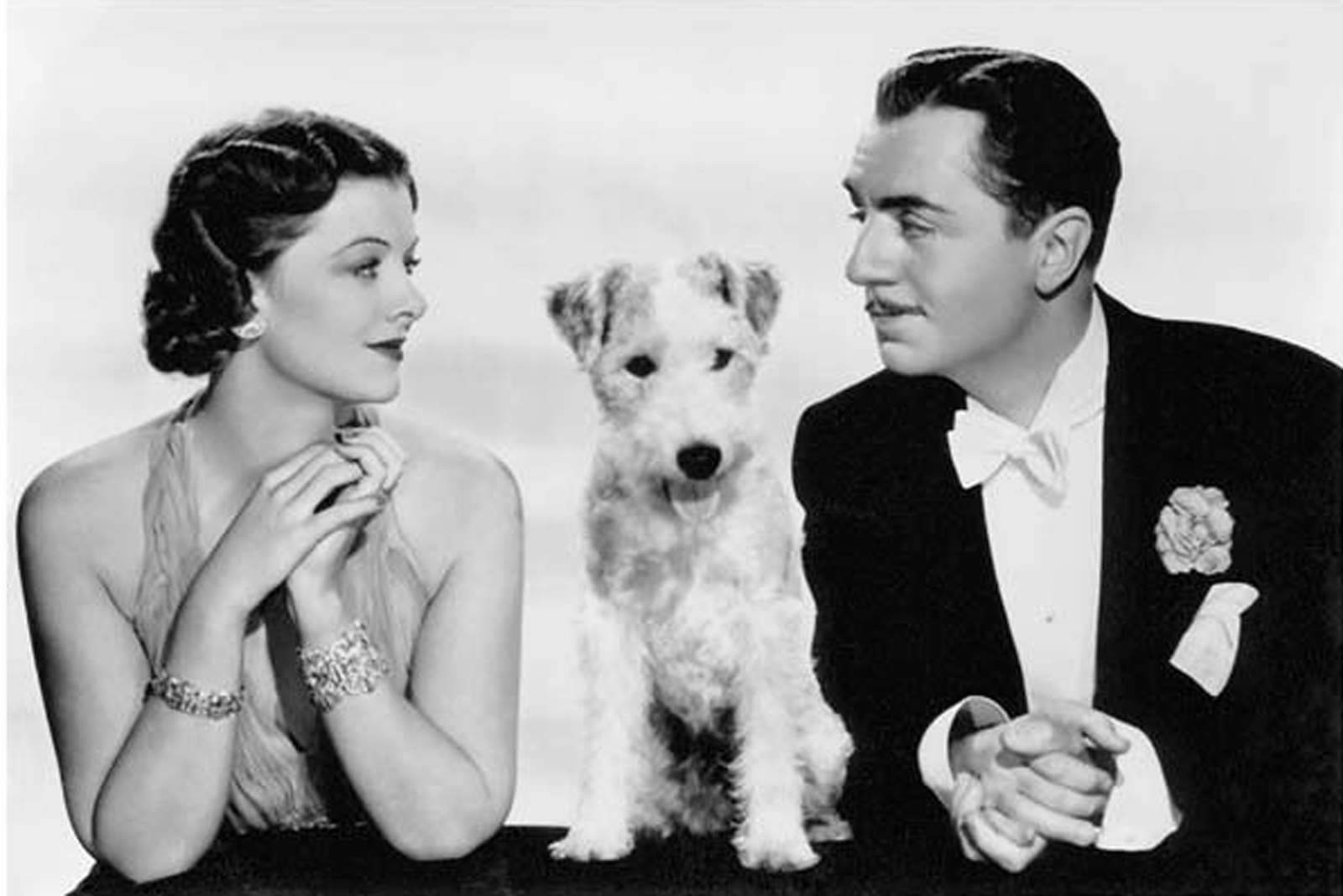
Myrna Loy et William Powell

- William Powell et Myrna Loy se retrouvèrent quelques jours après avoir achevé le tournage d'Une fine mouche aux côtés de Spencer Tracy et Jean Harlow. William Powell venait de prendre congé de sa fiancée Jean Harlow partie tourner un autre film sans lui. Myrna Loy était momentanément séparée de son amant Spencer Tracy en attendant de  faire un film dramatique avec lui, La Vie privée du tribun, et qu'elle tournera finalement avec Clark Gable. Comme dans le film précédent, les deux acteurs descendirent dans un hôtel à San Francisco et firent face à des employés qui crurent qu'ils étaient réellement mariés[4],[5],[6],[7],[8].

- Le film engrangea un profit de 3 165 000 dollars aux Etats-Unis et au Canada puis 1 173 000 dollars dans le reste du monde[9].

- Le film sera ensuite adapté en pièce radiophonique au sein de CBS Lux Radio Theatre, le 17 juin 1940 avec William Powell et Myrna Loy dans leurs propres rôles[10].

- Nomination aux Academy Awards de 1937 pour le scénario[11].